# Каушилайте-Кутавичене, Вильхельмина
Вильхельмина Каушилайте-Кутавичене (лит. Vilhelmina Kaušilaitė-Kutavičienė, ур. Каушилайте (лит. Kaušilaitė); 3 марта 1936, деревня Салдус, Молетский район, Утенский уезд — 23 марта 1988, Вильнюс) — советская и литовская шахматистка, мастер спорта СССР по шахматам (1988), многократная чемпионка Литовской ССР по шахматам среди женщин, участница финала чемпионата СССР по шахматам среди женщин (1960).

## Биография
С начала 1950-х до конца 1970-х годов входила в число ведущих шахматисток Литвы. Восемь раз побеждала на чемпионатах Литвы по шахматам среди женщин (1961, 1968, 1971, 1972, 1974, 1975, 1976, 1977) и столько же раз становилась вице-чемпионкой (1956, 1958, 1960, 1964, 1966, 1976, 1977, 1980). Семь раз представляла команду Литовской ССР в первенствах СССР между командами союзных республик по шахматам (1958—1959, 1963—1967, 1972—1979). В 1968 году представляла команду спортивного общества «Жальгирис» в розыгрыше Кубка СССР по шахматам. В чемпионатах СССР по шахматам среди женщин неоднократно участвовала в полуфиналах, но в финал попала только в 1960 году.
В 1958 году окончила Вильнюсский университет, а до 1959 года училась в Литовской государственной консерватории (ныне Литовская академия музыки и театра). Работала журналистом на Литовском телевидение. Была женой литовского композитора Бронюса Кутавичюса.